# Brațlav
Brațlav (în ucraineană Брацлав) este o așezare de tip urban din raionul Nemîriv, regiunea Vinnița, Ucraina. În afara localității principale, nu cuprinde și alte sate.

## Demografie
Componența lingvistică a așezării de tip urban Brațlav
     Ucraineană (91,66%)
     Rusă (8,07%)
     Alte limbi (0,17%)
Conform recensământului din 2001, majoritatea populației așezării de tip urban Brațlav era vorbitoare de ucraineană (91,66%), existând în minoritate și vorbitori de rusă (8,07%).